# بوسنغان (كوهمرة خامي)
بوسنغان (بالفارسية: بوسنگان) هي قرية تقع في إيران في قسم كوهمرة خامي الريفي. يقدر عدد سكانها بـ 89 نسمة بحسب إحصاء 2016.